# Derek Ferguson
Derek Ferguson, né le 31 juillet 1967 à Calderbank, un petit village de la banlieue de Glasgow, est un footballeur international écossais reconverti comme entraîneur. Il est le frère aîné de Barry Ferguson, lui aussi joueur international écossais, et le père de Lewis Ferguson, également footballeur écossais. Son autobiographie, Big Brother, écrite en collaboration avec Bill Leckie, est sortie en 2006.

## Biographie

### Carrière en club
Derek Ferguson commence sa carrière aux Rangers FC. Il joue son premier match avec l'équipe première, en 1983, lors du jubilé de Tom Forsyth, alors qu'il est âgé de seulement 15 ans. Après une première saison d'apprentissage, en 1983-1984, il devient un joueur clé de l'effectif pendant les deux saisons suivantes. Il dispute avec les Rangers les quarts de finale de la Coupe d'Europe des clubs champions en 1988, en étant battu par le Steaua Bucarest. 
Toutefois, avec l'arrivée comme manager de Graeme Souness, il joue de moins en moins, et après une période de prêt au Dundee FC, il s'engage avec le club d'Heart of Midlothian, pour un montant de 750 000 £, ce qui constitue un record pour le club d'Édimbourg à cette époque.
Il reste trois saisons à Heart of Midlothian, s'imposant comme une pièce maîtresse de l'équipe, et attirant l'intérêt de Terry Butcher, le manager de Sunderland AFC. Son transfert comprend aussi un échange avec John Colquhoun, qui effectue le chemin inverse et rejoit Heart of Midlothian.
Après deux saisons à Sunderland AFC, il retourne en Écosse, à Falkirk, lors d'un transfert d'un montant de 250 000 £. La fin de sa carrière le voit enchaîner plusieurs clubs tant en Écosse, qu'en Irlande du Nord ou encore en Australie.
Le bilan de sa carrière de joueur s'élève à 265 matchs en première division écossaise (11 buts), 50 matchs en deuxième division écossaise, 85 matchs en troisième division écossaise (un but), 64 matchs en deuxième division anglaise, et enfin deux matchs en première division australienne. Au sein des compétitions continentales européennes, il dispute six matchs en Coupe d'Europe des clubs champions, 12 en Coupe de l'UEFA (un but), et enfin deux en Coupe des coupes.

### Carrière internationale
Avec les espoirs, il participe au championnat d'Europe espoirs en 1988, disputant les quarts de finale face à l'Angleterre.
Il reçoit deux sélections en équipe d'Écosse A, toutes sous le règne d'Andy Roxburgh.
Il joue son premier match en équipe nationale le 22 mars 1988, en amical contre Malte (score : 1-1 à Attard). Il joue son second match le 17 mai 1988, contre la Colombie (score : 0-0 à Glasgow).

### Carrière d'entraîneur
Il commence sa carrière d'entraîneur avec un poste de joueur-entraîneur lors de sa deuxième saison à Clydebank. 
Il enchaîne ensuite des postes d'entraîneur-adjoint avant de retrouver un poste d'entraîneur à Stranraer, qu'il quitte après une défaite 8-2 contre Stirling Albion. Il s'engage alors comme manager de Glenafton Athletic, club semi-professionnel. Mais, le 3 novembre 2010, il annonce son intention d'arrêter le métier d'entraîneur à cause de ses engagements avec les médias.

## Palmarès de joueur
- avec les Rangers FC :
  - Champion d'Écosse en 1987, 1989 et 1990
  - Finaliste de la Coupe d'Écosse en 1989
  - Vainqueur de la Coupe de la Ligue écossaise en 1985, 1987, 1988 et 1989

- avec Heart of Midlothian :
  - Vice-champion d'Écosse en 1992

- avec Falkirk :
  - Vice-champion d'Écosse de D2 en 1998

- avec Hamilton Academical :
  - Vice-champion d'Écosse de D3 en 2004

## Sélections en équipe d'Écosse
| Sélection | Date         | Lieu                            | Compétition        | Résultat | Adversaire | Titulaire/Remplaçant        | Maillot n° |
| --------- | ------------ | ------------------------------- | ------------------ | -------- | ---------- | --------------------------- | ---------- |
| 1re       | 22 mars 1988 | Ta' Qali Stadium, Attard, Malte | Match amical       | V 1-0    | Malte      | Titulaire                   | 8          |
| 2e        | 17 mai 1988  | Hampden Park, Glasgow, Écosse   | Coupe Stanley-Rous | N 0-0    | Colombie   | remplace Ally McCoist (59e) | 12         |